# Witte Mobilisatiekruis 1914-1918
Het Witte Mobilisatiekruis 1914 - 1918 is een onderscheiding bedacht om
mensen, verenigingen, besturen en commissies die zich in de mobilisatie van 1914-1918 vrijwillig en belangeloos bijzonder verdienstelijk hebben gemaakt jegens de gemobiliseerden een blijk van erkenning te kunnen geven.

## Geschiedenis
Het "Nationaal Comité Herdenking Mobilisatie 1914" werd op 2 februari 1924 opgericht om de tiende verjaardag van de mobilisatie van augustus 1914 te herdenken. Deze herdenking moest, zo meende het Comité worden georganiseerd om de tienduizenden gemobiliseerde soldaten te bedanken voor de vier jaren die zij hadden moeten opofferen voor het behoud van de Nederlandse neutraliteit. Het Comité wilde het weinig krijgshaftige Nederlandse volk er ook op wijzen dat vrede, zo meende zij, "altijd kwam ná oorlog".
De Nederlandse regering heeft in 1918 nagelaten om onderscheidingen in te stellen voor de militairen en de mannen van Landweer, Landstorm en vrijwillige Burgerwacht.Het eren en belonen van deze mensen werd overgelaten aan het particulier initiatief.
Het comité Herdenking Mobilisatie 1914 stelde twee onderscheidingen in:
- het Mobilisatiekruis 1914-1918 van 1 augustus 1924

en het
- Witte Mobilisatiekruis 1914-1918 dat op 10 september 1927 het licht zag.

Zij die hiervoor in aanmerking kwamen moesten de onderscheiding zèlf kopen.
Wie al eerder op een andere wijze was geëerd of beloond werd niet, of slechts bij hoge uitzondering, met het witte kruis bedacht. Militairen kregen een dergelijk kruis alleen wanneer zij, naast hun dienst, bijzonder vrijwilligerswerk hadden gedaan. Op 23 november 1929 werden de eerste witte kruizen toegekend.
Het Witte Mobilisatiekruis 1914-1918 is vrijwel gelijk aan het door H.J. Jansen van Galen ontworpen
Mobilisatiekruis 1914-1918. Men koos echter voor "Berlijns zilver", een goedkope en inferieure alliage in plaats van brons. In beide gevallen gaat het om een vierarmig kruis waarvan de uiteinden zijn afgerond. Op de voorzijde zijn pijlenbundels afgebeeld. Deze bundels van pijlen werden al door keizer Karel V aan de Staten-Generaal voorgehouden als symbool van de kracht die eenheid verschaft.We hebben dus te maken met een oud Nederlands symbool van eenheid.
Op de armen staan de data "AUGUSTUS 1914 - NOVEMBER 1918, de vier jaren waarin Nederland, zo heet het in een toelichting, "zijn gewapende gereedheid, ten koste van grote persoonlijke en economische offers, heeft gehandhaafd".
Op de keerzijde staan de woorden "MOBILISATIE - WAARDERING". De keerzijde is verder vlak en vertoont soms een merkje van de fabrikant.
Het kruis hangt aan een wit lint van moiré zijde. Aan weerszijden van het lint is een bies in de kleuren van de Nederlandse vlag aangebracht.Het kruis werd op rokkostuums ook als miniatuur gedragen.
Voor het beheer van de twee onderscheidingen en het uitreiken van de kruisen en de oorkonden werd op 19 september 1925 de Nationale Bond "Het Mobilisatiekruis" opgericht. De statuten van de bond werden in een Koninklijk Besluit van 7 oktober 1925 goedgekeurd. Deze goedkeuring was een formaliteit. De kroon beoordeelde van alle rechtspersonen of zij niet iets dat in strijd met de wet en de goede zeden zou zijn nastreefden. Men mag er geen officiële "goedkeuring" in zien. Op 26 november 1924 stond de Nederlandse regering de militairen van land- en zeemacht toe om het Mobilisatie-herinneringskruis op het uniform te dragen. Voor het witte kruis werd deze toestemming niet gegeven.
Men moest, wanneer men door het comité of de bond waardig werd bevonden het kruis te dragen zèlf een kruis kopen. Dat kostte vier gulden en was daarmee duurder dan het bronzen Mobilisatiekruis.